# Codes, règles et règlements de New York

Les Codes, règles et règlements de New York (en anglais : New York Codes, Rules and Regulations, abrégé en NYCRR) contient la liste des règles et des réglementations de l'État de New York. 
Le NYCRR est officiellement mis en œuvre par la Division des Règles Administratives du Département des Transports de l'État de New York.

## Contenu
| Titre n° | Département d'État           | Nombre de volumes |
| -------- | ---------------------------- | ----------------- |
| 1        | Agricultures et Marchés      | 2 volumes         |
| 2        | Audits et Contrôle           | 1 volume          |
| 3        | Gestion Bancaire             | 1 volume          |
| 4        | Fonction Publique            | 1 volume          |
| 5        | Développement Économique     | 1 volume          |
| 6        | Ressources Environnementales | 15 volumes        |
| 7        | Services Pénitentiaires      | 1 volume          |
| 8        | Éducation                    | 4 volumes         |
| 9        | Executif                     | 11 volumes        |
| 10       | Santé                        | 7 volumes         |
| 11       | Couverture                   | 4 volumes         |
| 12       | Main-d'Œuvre                 | 5 volumes         |
| 13       | Loi                          | 1 volume          |
| 14       | Hygiène Mentale              | 3 volumes         |
| 15       | Véhicules Motorisés          | 1 volume          |
| 16       | Service Public               | 3 volumes         |
| 17       | Transport                    | 3 volumes         |
| 18       | Services Sociaux             | 4 volumes         |
| 19       | États                        | 2 volumes         |
| 20       | Taxes et Finances            | 3 volumes         |
| 21       | Divers                       | 4 volumes         |
| 22       | Judiciaire                   | 5 volumes         |
| 23       | Services Financiers          | 1 volume          |